# Państwowa Szkoła Muzyczna im. Ignacego Paderewskiego w Cieszynie

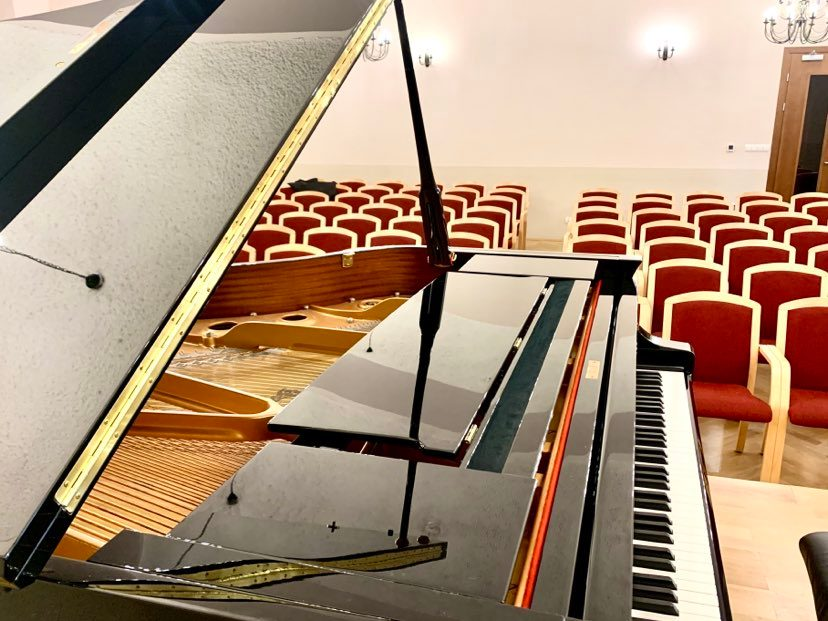
Sala Koncertowa nr 122 widok w stronę widowni

Państwowa Szkoła Muzyczna I i II st. im. Ignacego Paderewskiego w Cieszynie – szkoła muzyczna I i II stopnia im. I. Paderewskiego w Cieszynie należy do najstarszych szkół muzycznych w Polsce. Szkoła znajduje się w budynku dawnego Pałacu Myśliwskiego Habsburgów. Szkoła należy do podmiotów podlegających lub nadzorowanych przez Ministerstwo Kultury, Dziedzictwa Narodowego i Sportu.

## Historia
Historia szkoły sięga roku 1930, gdy po wielu staraniach z inicjatywy ówczesnego dyrektora Konserwatorium Muzycznego w Katowicach prof. Faustyna Kulczyckiego powstała filia tej uczelni w Cieszynie, a kierował nią prof. Jan Gawlas.
W 1934 r. szkoła usamodzielniła się. Jej pierwszym dyrektorem został wielki entuzjasta muzyki prof. Jan Drozd, który wrócił ze Stanów Zjednoczonych. Sprowadził do Cieszyna wybitnych pedagogów i cenionych artystów muzyków. Z Ameryki przyjechał Aleksander Brachocki – uczeń I. Paderewskiego – i objął klasę fortepianu. Udało się również pozyskać dla cieszyńskiej szkoły  artystę – skrzypka, Józefa Cetnera z Lwowskiego Konserwatorium, który objął stanowisko profesora w Śląskim Konserwatorium Muzycznym w Katowicach, ucząc później w Cieszynie.
W szkole harmonię i zarys kontrapunktu wykładał kompozytor Bolesław Szabelski.
Historii muzyki i instrumentoznawstwa uczył dr Adam Mitscha, a zasad muzyki, formy i solfeżu prof. Tadeusz Prejzner.
Zaangażowanie na wykładowców znakomitych pedagogów spowodowało już w pierwszych latach istnienia szkoły wysoki poziom nauczania. Dlatego też I.J. Paderewski osobiście wyraził zgodę, by szkoła przyjęła jego Imię.
W 1947 roku szkoła uzyskała (po latach funkcjonowania w rozmaitych miejscach, nawet w prywatnym mieszkaniu dyrektora Jana Drozda) nowe lokum – XIX-wieczny Pałac Myśliwski Habsburgów.
W 1950 roku szkołę upaństwowiono, a w 1954 roku średnia szkoła muzyczna została zlikwidowana.
W 1974 roku szkoła świętowała 40-lecie, w 1976 roku szkoła II stopnia została przywrócona.
W 1993 roku została stworzona filia w Wiśle I stopnia. W 2001 roku rozpoczęta została współpraca ze szkołą muzyczną w Brunszwiku (Niemcy).
W 2009 roku odbył się koncert jubileuszowy z okazji 75 lat. W 2014 roku odbył się koncert jubileuszowy z okazji 80 lat

## Dyrektorzy

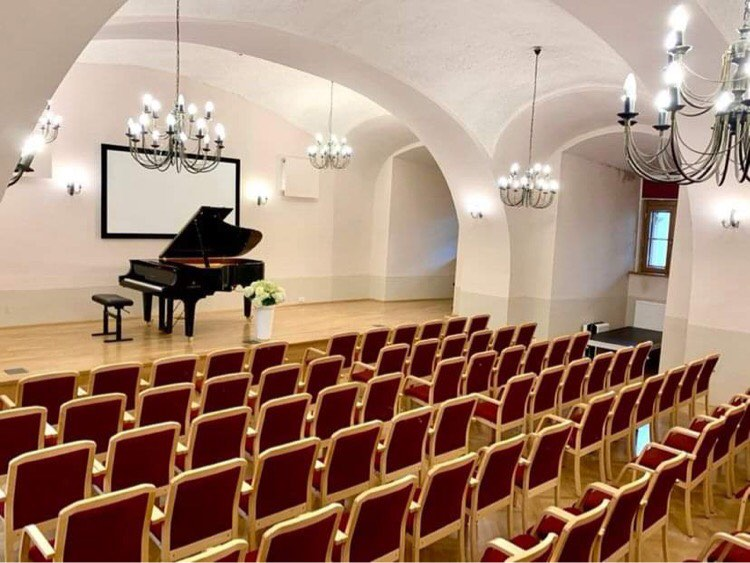
Sala Koncertowa nr 122

- doc. Jan Gawlas (1930–1934)
- prof. Jan Drozd (1934–1939)
- Jerzy Drozd (1945–1970)
- Emil Baron (1970–1973)
- Władysław Rakowski (1973–1984)
- Ryszard Kozieł (1984–1987)
- Maria Foltyn (1987–1991)
- Adam Mendera (1991–2001)
- Krzysztof Durlow (2001–2016)
- Sala Koncertowa nr 122Sławomir Machała (od 2016)

## Znani absolwenci
W powojennej historii Szkoły Muzycznej w Cieszynie wykształcono ponad dwa tysiące absolwentów. Są to między innymi:

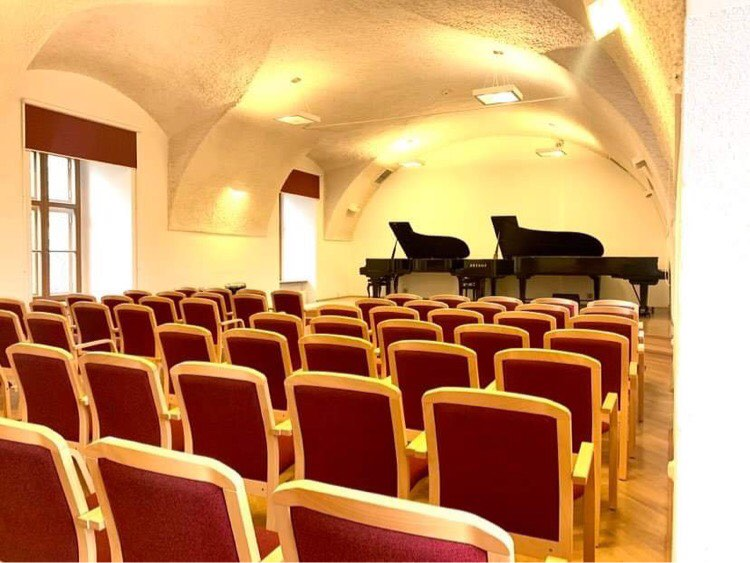
Sala Koncertowa nr 128

- Andrzej Dziadek
- Wiesław Cieńciała
- Daniel Cichy
- Katarzyna Dzida – Hamela
- Elżbieta i Ewa Janulek
- Izabela Kopeć
- Paweł Puczek
- Sala Koncertowa nr 128Stanisław Hadyna[13]

## Wybitni nauczyciele
- Stanisław Hadyna (dyrektor Zespołu Pieśni i Tańca „Śląsk”),
- Jan Sztwiertnia (kompozytor),
- Karol Stryja (dyrygent, dyrektor Państwowej Filharmonii Śląskiej w Katowicach),
- Paweł Puczek (skrzypek, profesor Akademii Muzycznej w Katowicach),
- Andrzej Dziadek, Wiesław Cienciała (kompozytorzy).

## Filia w Wiśle
Filia w Wiśle to budynek znajdujący się w Wiśle przy ulicy 1 maja 66.